# Ivica Rajić
Ivica Rajic, és un antic militar de l'Exèrcit Popular Iugoslau, condemnat per crims de guerra pel Tribunal Penal Internacional per a l'antiga Iugoslàvia (ICTY). Durant la guerra de Bòsnia, era el comandant del Segon Grup Operatiu del Consell de Defensa Croat (HVO), una unitat de soldats croats de Bòsnia i Hercegovina, amb seu a Kiseljak. L'any 2006 va ser condemnat a 12 anys de presó per ser el responsable de la massacre de Stupni Do, entre el 23 i el 24 d'octubre de 1993, on almenys 37 bosnians van morir. També va ser condemnat pel saqueig de la ciutat de Vares. L'any 2007 va ser transferit a Espanya per a complir la seva condemna.